# Vladimir Beara
Vladimir Beara, anomenat el gran Vlad, (Zelovo, 28 d'agost, 1928 - Split, 11 d'agost, 2014) fou un futbolista i entrenador de futbol croat.
Beara va néixer a la vila de Zelovo a prop de Sinj, Croàcia (en aquells temps Regne de Serbis, Croats i Eslovens).
A Iugoslàvia juga per dos dels grans clubs, el Hajduk Split (on jugà 308 partits i guanyà 3 lligues) i l'Estrella Roja (amb qui guanyà 4 lligues i dues copes). Beara acabà la seva trajectòria a Alemanya, a dos clubs modestos, Alemannia Aachen i Viktoria Köln.
Fou 60 cops internacional amb Iugoslàvia (rècord al país per un porter) entre 1950 i 1960. Participà a tres Mundials (1950, 1954 i 1958) i guanyà una medalla d'argent als Jocs Olímpics de 1952.
L'any 1967 es va treure el títol d'entrenador a Colònia, començant la seva carrera tècnica.

## Palmarès
- 7 Lliga iugoslava de futbol: 1950, 1952, 1955 amb Hajduk Split, 1956, 1957, 1959, 1960 amb Estrella Roja
- 2 Copa iugoslava de futbol: 1958, 1959 amb Estrella Roja